# Campionati del mondo di atletica leggera indoor 2022 - 60 metri piani femminili
La gara dei 60 metri piani femminili dei campionati del mondo di atletica leggera indoor 2022 si è svolta il 18 marzo.

## Podio
| Pos.    | Atleta              | Nazionalità | Tempo |
| ------- | ------------------- | ----------- | ----- |
| Oro     | Mujinga Kambundji   | Svizzera    | 6"96  |
| Argento | Mikiah Brisco       | Stati Uniti | 6"99  |
| Bronzo  | Marybeth Sant-Price | Stati Uniti | 7"04  |

## Situazione pre-gara

### Record
Prima di questa competizione, il record del mondo indoor e il record dei campionati erano i seguenti.
| Record                | Prestazione | Atleta                  | Data e luogo                   | Competizione                     |
| --------------------- | ----------- | ----------------------- | ------------------------------ | -------------------------------- |
| Record mondiale       | 6"92        | Irina Privalova Russia  | 9 febbraio 1995 Madrid, Spagna |                                  |
| Record dei campionati | 6"95        | Gail Devers Stati Uniti | 12 marzo 1993 Toronto, Canada  | Campionati del mondo indoor 1993 |

### Campionessa in carica
La campionessa mondiale indoor in carica era:
| Campione        | Atleta                         | Prestazione | Data e luogo                         | Competizione                     |
| --------------- | ------------------------------ | ----------- | ------------------------------------ | -------------------------------- |
| Mondiale indoor | Murielle Ahouré Costa d'Avorio | 6"97        | 2 marzo 2018 Birmingham, Regno Unito | Campionati del mondo indoor 2018 |

### La stagione
Prima di questa gara, le atlete con le migliori tre prestazioni dell'anno erano:
| Pos. | Atleta                          | Prestazione | Data e luogo                               |
| ---- | ------------------------------- | ----------- | ------------------------------------------ |
| 1    | Ewa Swoboda Polonia             | 6"99        | 5 marzo 2022 Toruń, Polonia                |
| 2    | Marybeth Sant-Price Stati Uniti | 7"04        | 11 febbraio 2022 Fayetteville, Stati Uniti |
| 2    | Elaine Thompson-Herah Giamaica  | 7"04        | 22 febbraio 2022 Toruń, Polonia            |

## Risultati

### Batterie di qualificazione
Le batterie di qualificazione si sono tenute il 18 marzo a partire dalle ore 10:15.
Passano alle semifinali le prime tre atlete di ogni batteria (Q) e le successive sei atlete più veloci (q).

#### Batteria 1
| Pos | Corsia | Atleta               | Nazionalità | Tempo       | Note                          |
| --- | ------ | -------------------- | ----------- | ----------- | ----------------------------- |
| 1   | 5      | Marybeth Sant-Price  | Stati Uniti | 7"07        | Q                             |
| 2   | 4      | Zaynab Dosso         | Italia      | 7"14        | Q                             |
| 3   | 2      | Claudia Payton       | Svezia      | 7"21 (.207) | Q                             |
| 4   | 1      | Gina Bass            | Gambia      | 7"22 (.214) | q                             |
| 5   | 6      | Lorène Dorcas Bazolo | Portogallo  | 7"24        | q                             |
| 6   | 8      | Marina Andreea Baboi | Romania     | 7"38 (.376) |                               |
| 7   | 3      | Monika Weigertová    | Slovacchia  | 7"43        |                               |
| 8   | 7      | Winfrida Makenji     | Tanzania    | 7"71 (.710) | Miglior prestazione personale |

#### Batteria 2
| Pos | Corsia | Atleta               | Nazionalità       | Tempo       | Note             |
| --- | ------ | -------------------- | ----------------- | ----------- | ---------------- |
| 1   | 3      | Mujinga Kambundji    | Svizzera          | 7"17        | Q                |
| 2   | 6      | Michelle-Lee Ahye    | Trinidad e Tobago | 7"23 (.227) | Q                |
| 3   | 4      | Maria Isabel Pérez   | Spagna            | 7"23 (.229) | Q                |
| 4   | 7      | Ida Karstoft         | Danimarca         | 7"29        | q                |
| 5   | 2      | Bassant Hemida       | Egitto            | 7"31        | Record nazionale |
| 6   | 5      | Jasmine Abrams       | Guyana            | 7"36        |                  |
| 7   | 1      | Rosalina Santos      | Portogallo        | 7"37        |                  |
| 8   | 8      | Kristina Marie Knott | Filippine         | 7"39 (.390) |                  |

#### Batteria 3
| Pos | Corsia | Atleta                     | Nazionalità   | Tempo       | Note   |
| --- | ------ | -------------------------- | ------------- | ----------- | ------ |
| 1   | 5      | Mikiah Brisco              | Stati Uniti   | 7"03        | Q      |
| 2   | 8      | Géraldine Frey             | Svizzera      | 7"11        | Q      |
| 3   | 4      | Zoe Hobbs                  | Nuova Zelanda | 7"13 (.128) | Q      |
| 4   | 6      | Patrizia van der Weken     | Lussemburgo   | 7"21 (.202) | q      |
| 5   | 2      | Molly Scott                | Irlanda       | 7"26        | q      |
| 6   | 7      | Farzaneh Fasihi            | Iran          | 7"39 (.383) |        |
| 7   | 3      | Guðbjörg Jóna Bjarnadóttir | Islanda       | 7"47 (467)  |        |
| -   | 1      | Rosângela Santos           | Brasile       | dq          | TR16.8 |

#### Batteria 4
| Pos | Corsia | Atleta                | Nazionalità | Tempo       | Note |
| --- | ------ | --------------------- | ----------- | ----------- | ---- |
| 1   | 3      | Ewa Swoboda           | Polonia     | 7"10        | Q    |
| 2   | 8      | Lotta Kemppinen       | Finlandia   | 7"19        | Q    |
| 3   | 6      | Anthonique Strachan   | Bahamas     | 7"22 (.212) | Q    |
| 4   | 2      | Vitória Cristina Rosa | Brasile     | 7"27        | q    |
| 5   | 4      | N'Ketia Seedo         | Paesi Bassi | 7"30 (.297) |      |
| 6   | 7      | Milana Tirnanić       | Serbia      | 7"42        |      |
| 7   | 5      | Olivia Fotopoulou     | Cipro       | 7"45        |      |

#### Batteria 5
| Pos | Corsia | Atleta                        | Nazionalità   | Tempo       | Note                                     |
| --- | ------ | ----------------------------- | ------------- | ----------- | ---------------------------------------- |
| 1   | 6      | Daryll Neita                  | Gran Bretagna | 7"13 (.126) | Q                                        |
| 2   | 5      | Shericka Jackson              | Giamaica      | 7"16        | Q                                        |
| 3   | 1      | Diana Vaisman                 | Israele       | 7"23 (.224) | Q                                        |
| 4   | 2      | Rani Rosius                   | Belgio        | 7"33 (.322) |                                          |
| 5   | 4      | Viktória Forster              | Slovacchia    | 7"35 (.346) |                                          |
| 6   | 3      | Rafalia Spanoudaki-Chatziriga | Grecia        | 7"35 (.347) |                                          |
| 7   | 7      | Carla Scicluna                | Malta         | 7"71 (.706) |                                          |
| 8   | 8      | Charlotte Afriat              | Monaco        | 8"06        | Miglior prestazione personale stagionale |

#### Batteria 6
| Pos | Corsia | Atleta              | Nazionalità   | Tempo       | Note                                     |
| --- | ------ | ------------------- | ------------- | ----------- | ---------------------------------------- |
| 1   | 3      | Briana Williams     | Giamaica      | 7"06        | Q                                        |
| 2   | 6      | Pia Skrzyszowska    | Polonia       | 7"23 (.229) | Q                                        |
| 3   | 2      | Cheyanne Evans-Gray | Gran Bretagna | 7"30 (.298) | Q                                        |
| 4   | 1      | Aurora Berton       | Italia        | 7"30 (.299) |                                          |
| 5   | 4      | Gina Lückenkemper   | Germania      | 7"33 (.327) |                                          |
| 6   | 8      | Dutee Chand         | India         | 7"35 (.342) | Miglior prestazione personale stagionale |
| 7   | 5      | Eva Kubíčková       | Rep. Ceca     | 7"38 (.379) |                                          |
| 8   | 7      | Aziza Sbaity        | Libano        | 7"47 (.465) | Record nazionale                         |

### Semifinali
Le semifinali si sono tenute il 18 marzo a partire dalle ore 18:05.
Passano alla finale le prime due atlete di ogni batteria (Q) e le successive due atlete più veloci (q).

#### Semifinale 1
| Pos | Corsia | Atleta               | Nazionalità | Tempo       | Note                          |
| --- | ------ | -------------------- | ----------- | ----------- | ----------------------------- |
| 1   | 4      | Ewa Swoboda          | Polonia     | 7"03 (.024) | Q                             |
| 2   | 3      | Marybeth Sant-Price  | Stati Uniti | 7"05        | Q                             |
| 3   | 6      | Shericka Jackson     | Giamaica    | 7"08 (.077) | q                             |
| 4   | 7      | Anthonique Strachan  | Bahamas     | 7"17 (.169) | Miglior prestazione personale |
| 5   | 5      | Lotta Kemppinen      | Finlandia   | 7"18        |                               |
| 6   | 8      | Diana Vaisman        | Israele     | 7"20 (.196) | Record nazionale              |
| 7   | 1      | Molly Scott          | Irlanda     | 7"23        |                               |
| 8   | 2      | Lorène Dorcas Bazolo | Portogallo  | 7"24        |                               |

#### Semifinale 2
| Pos | Corsia | Atleta                 | Nazionalità   | Tempo       | Note                          |
| --- | ------ | ---------------------- | ------------- | ----------- | ----------------------------- |
| 1   | 6      | Mikiah Brisco          | Stati Uniti   | 7"03 (.028) | Q                             |
| 2   | 4      | Mujinga Kambundji      | Svizzera      | 7"08 (.078) | Q                             |
| 3   | 8      | Zoe Hobbs              | Nuova Zelanda | 7"16 (.152) |                               |
| 4   | 5      | Zaynab Dosso           | Italia        | 7"16 (.158) |                               |
| 5   | 3      | Pia Skrzyszowska       | Polonia       | 7"17 (.170) |                               |
| 6   | 7      | Cheyanne Evans-Gray    | Gran Bretagna | 7"19        | Miglior prestazione personale |
| 7   | 1      | Patrizia van der Weken | Lussemburgo   | 7"28        |                               |
| 8   | 2      | Ida Karstoft           | Danimarca     | 7"30        |                               |

#### Semifinale 3
| Pos | Corsia | Atleta                | Nazionalità       | Tempo       | Note   |
| --- | ------ | --------------------- | ----------------- | ----------- | ------ |
| 1   | 3      | Briana Williams       | Giamaica          | 7"08 (.080) | Q      |
| 2   | 4      | Michelle-Lee Ahye     | Trinidad e Tobago | 7"14 (.133) | Q      |
| 3   | 2      | Vitória Cristina Rosa | Brasile           | 7"14 (.136) | q      |
| 4   | 6      | Géraldine Frey        | Svizzera          | 7"15 (.144) |        |
| 5   | 5      | Daryll Neita          | Gran Bretagna     | 7"15 (.150) |        |
| 6   | 7      | Maria Isabel Pérez    | Spagna            | 7"20 (.200) |        |
| 7   | 1      | Gina Bass             | Gambia            | 7"31        |        |
| -   | 8      | Claudia Payton        | Svezia            | dq          | TR16.8 |

### Finale
La finale diretta si è tenuta il 18 marzo alle ore 20:51.
| Pos | Corsia | Atleta                | Nazionalità       | Tempo       | Note                                                       |
| --- | ------ | --------------------- | ----------------- | ----------- | ---------------------------------------------------------- |
|     | 8      | Mujinga Kambundji     | Svizzera          | 6"96        | Miglior prestazione mondiale stagionale · Record nazionale |
|     | 4      | Mikiah Brisco         | Stati Uniti       | 6"99        | Miglior prestazione personale                              |
|     | 3      | Marybeth Sant-Price   | Stati Uniti       | 7"04 (.032) | Miglior prestazione personale                              |
| 4   | 5      | Ewa Swoboda           | Polonia           | 7"04 (.034) |                                                            |
| 5   | 6      | Briana Williams       | Giamaica          | 7"04 (.039) | Miglior prestazione personale                              |
| 6   | 1      | Shericka Jackson      | Giamaica          | 7"04 (.040) | Miglior prestazione personale                              |
| 7   | 7      | Michelle-Lee Ahye     | Trinidad e Tobago | 7"11        | Miglior prestazione personale stagionale                   |
| 8   | 2      | Vitória Cristina Rosa | Brasile           | 7"21        |                                                            |